# Río Ponasa
Der Río Ponasa ist ein etwa 103 km langer rechter Nebenfluss des Río Huallaga in der Provinz Picota in der Region San Martín im zentralen Norden Perus.

## Flusslauf
Der Río Ponasa entspringt an der Westflanke der Cordillera Azul auf einer Höhe von etwa 1000 m. Das Quellgebiet befindet sich im äußersten Süden des Distrikts Shamboyacu. Der Río Ponasa fließt anfangs etwa 15 km in nordnordöstlicher Richtung, anschließend wendet er sich allmählich nach Nordosten. Bei Flusskilometer 73 passiert der Fluss die Kleinstadt Shamboyacu. Bei Flusskilometer 65 durchschneidet der Río Ponasa einen niedrigen Höhenkamm und fließt im Anschluss bis Flusskilometer 40 in Richtung Westnordwest. Er weist nun ein stark mäandrierendes Verhalten mit zahlreichen engen Flussschlingen und Altarmen auf. Im Unterlauf wendet sich der Río Ponasa anfangs nach Norden, später nach Nordwesten. Bei Flusskilometer 28 passiert der Fluss das Distriktverwaltungszentrum Tingo de Ponasa. Die Mündung des Río Ponasa in den Río Huallaga befindet sich unterhalb der Ortschaft Barranquita, 4 km nordnordöstlich der Provinzhauptstadt Picota auf einer Höhe von ungefähr 210 m. Entlang dem Flusslauf befinden sich eine Reihe von Orten und Siedlungen, darunter Vista Alegre, Alfonso Ugarte, Huañipo, Leoncio Prado und Mariscal Castilla.

## Einzugsgebiet
Das Einzugsgebiet des Río Ponasa umfasst eine Fläche von etwa 780 km². Es erstreckt sich über die Distrikte Shamboyacu und Tingo de Ponasa sowie über einen kleinen Teil des Distrikts Pucacaca. Es besteht aus Hügelland mit zahlreichen landwirtschaftlich genutzten Flächen. Das Einzugsgebiet grenzt im Norden an das der Quebrada Mishquiyacu, im Osten an das des Río Cushabatay sowie im Süden an das des Río Bombonajillo.